# Hola (VPN)
Hola是一种免费增值网络应用程序和移动应用程序，它通过對等網路为其用户提供虛擬私人網路服务。它还使用对等缓存技術。当用户访问被封鎖的網站時，Hola应用程序會将请求重定向至其他未被封鎖的用户的计算机和互联网，从而绕过封锁。使用免费服务的用户分享一部分闲置的上传带宽，用于向其他用户提供缓存数据。  付费用户可以选择将所有请求重定向到对等網絡中的其他用戶。 